# Harold Holt
Harold Holt, född 5 augusti 1908 i Sydney, död 17 december 1967 vid Point Nepean i Victoria, var Australiens premiärminister under åren 1966–1967. Holt tillhörde Australiens liberala parti. Han försvann spårlöst under en simtur 1967 och drunknade med största sannolikhet, 59 år gammal. En simhall i Melbourne har byggts till hans minne.